# Margaret Fuller
Sarah Margaret Fuller Ossoli, mais conhecida como Margaret Fuller (Cambridge, 23 de maio de 1810 – Fire Island, 19 de julho de 1850) foi uma jornalista, crítica e defensora dos direitos da mulher norte-americana associada ao movimento transcendentalista americano. Foi a primeira crítica literária de jornalismo, do sexo feminino e a tempo integral, nos Estados Unidos. 
O seu livro Woman in the Nineteenth Century é considerado o primeiro trabalho literário feminista nos Estados Unidos.

## Biografia
Nascida em Cambridge, Massachusetts, foi-lhe fornecida uma educação prematura e substancial pelo seu pai, Timothy Fuller. Teve mais tarde uma educação mais formal e tornou-se professora antes de, em 1839, começar a ver o que ela chamava de "conversas": debates entre mulheres com o objetivo de compensar a sua falta de acesso ao ensino superior. Tornou-se a primeira editora do jornal transcendentalista The Dial em 1840, antes de se juntar a equipa do New York Tribune debaixo do controlo de Horace Greeley em 1844. Nos seus 30, Fuller havia ganhado a reputação de pessoa mais culta de Nova Inglaterra, tanto homem como mulher, e foi a primeira mulher autorizada a utilizar a biblioteca de Harvard. O seu trabalho seminal, Woman in the Nineteenth Century, foi publicado em 1845. Um ano depois, foi enviada à Europa pelo Tribune como a sua primeira correspondente do sexo feminino. Cedo se começou a envolver com a Revolução Italiana e aliou-se com Giuseppe Mazzini. Teve uma relação com Giovanni Ossoli, da qual teve uma criança. Todos os três membros da família morreram num naufrágio perto de Fire Island, Nova Iorque, ao viajarem para Nova Iorque em 1850. O corpo de Fuller jamais foi recuperado.

## Trabalhos selecionados
- Summer on the Lakes (1844)
- Woman in the Nineteenth Century (1845)
- Papers on Literature and Art (1846)

Edições póstumas
- Memoirs of Margaret Fuller Ossoli (1852)
- At Home and Abroad (1856)
- Life Without and Life Within (1858)